# 木村孝三郎
木村 孝三郎（きむら こうざぶろう、1866年（慶応2年） - 1940年（昭和15年）は、新潟県新津市大鹿（現・新潟市秋葉区）出身のキリスト教徒。

## 生涯

### 初期
1866年、新潟県新津市大鹿の豊かな地主の子として生まれる。1888年、22歳の時に、新潟市に開校した北越学館に赴任した内村鑑三の一般人向け講座を受講して感銘を受け、内村を生涯の師と思い定めた。その後、内村は新潟を去るが、孝三郎は内村の『基督信徒の慰め』や『求安録』などの著作を読みあさった。1894年には箱根で行われたキリスト教徒夏期学校に参加、のちに内村の著作『後世への最大遺物』のもととなった講演を聞くこととなった。

### 内村鑑三との交流
1904年、実弟の木村充と合意のうえで、先祖代々の土地を売り払い、内村の聖書研究会に千円を献金。1905年、自宅に大鹿教友会を結成、内村が来訪した。
旧約聖書の詩篇四十二篇の「ああ神よ、鹿の谷川を慕ひ喘ぐごとく、我が霊魂も汝を慕い喘ぐなり」の句にちなみ、自宅を「鹿谷堂」と名付けた。
1940年（昭和15年）、死去。